# Norada (wherry)
Norada est un Norfolk wherry de 1912 construit à Wroxham dans le Comté de Norfolk. C'est un des rares exemplaires de yacht wherry (en anglais : wherry yacht) avec le White Moth et le Olive.
Il fait partie de la Wherry Yacht Charter depuis 2004.
Il est classé bateau historique depuis 1993 par le National Historic Ships UK.

## Histoire
Norada a été construit au chantier Ernest Collins de Wroxham, comme White Moth et Olive.
Il a été utilisé, dès le départ, comme voilier en location sur les rivières de l'est de l'Angleterre jusqu'en 1950. Puis il a été vendu et a pris le nom de Lady Edith. Il a subi une restauration entre 1972 et 1982, et est resté un voilier-charter. En 1987, pour son 75e anniversaire, il a repris son nom d'origine.
En 2006, il a été acheté par la Wherry Yacht Charter et une subvention de la Heritage Lottery Fund a permis sa restauration. Relancé en 2012, il navigue comme voilier-charter. Il possède 10 couchettes.